# Liste der Baudenkmäler im Stadtbezirk Münster-Ost
Die Liste der Baudenkmäler im Stadtbezirk Münster-Ost enthält die denkmalgeschützten Bauwerke auf dem Gebiet des Stadtbezirks Münster-Ost in Nordrhein-Westfalen (Stand: 30. Juni 2015). Diese Baudenkmäler sind in der Denkmalliste der Stadt Münster eingetragen; Grundlage für die Aufnahme ist das Denkmalschutzgesetz Nordrhein-Westfalen (DSchG NRW).

## Denkmäler

### Straßen mit A
| Bild | Bezeichnung             | Lage                              | Beschreibung                   | Bauzeit | Eingetragen seit | Denkmal- nummer |
| ---- | ----------------------- | --------------------------------- | ------------------------------ | ------- | ---------------- | --------------- |
| BW   | Kapelle mit Josefsfigur | Gelmer Alte Schifffahrt 50 Karte  | Kapelle                        | um 1900 |                  |                 |
| BW   | Wohnhaus                | Handorf Avendruper Straße 9 Karte | Wohnhaus (Architekt Ostermann) | 1938    |                  |                 |

### Straßen mit B
| Bild | Bezeichnung        | Lage                           | Beschreibung                           | Bauzeit | Eingetragen seit | Denkmal- nummer |
| ---- | ------------------ | ------------------------------ | -------------------------------------- | ------- | ---------------- | --------------- |
| BW   | Boniburg           | Handorf Boniburgallee Karte    | Tormauer mit Pfeilern                  | 1900    |                  |                 |
| BW   | Wohnhaus           | Handorf Boniburgallee 21 Karte | Ehemaliges Försterhaus, jetzt Wohnhaus |         |                  |                 |
|      | Bildstock Hubertus | Handorf Boniburgallee          | Bildstock                              | 1887    |                  |                 |

### Straßen mit C
| Bild           | Bezeichnung       | Lage                           | Beschreibung                               | Bauzeit | Eingetragen seit | Denkmal- nummer |
| -------------- | ----------------- | ------------------------------ | ------------------------------------------ | ------- | ---------------- | --------------- |
| weitere Bilder | Rieselmeisterhaus | Coerde Coermühle 183 Karte     | Rieselmeisterhaus (um 1901), Hof, Speicher | um 1901 |                  |                 |
| weitere Bilder | Bildstock         | Coerde bei Coermühle 183 Karte | Bildstock                                  | 1911    |                  |                 |

### Straßen mit D
| Bild           | Bezeichnung                       | Lage                                        | Beschreibung | Bauzeit   | Eingetragen seit | Denkmal- nummer |
| -------------- | --------------------------------- | ------------------------------------------- | --- | --------- | ---------------- | --------------- |
|                | Bildstock                         | Handorf Ende der Dorbaumstraße (welches?)   | Bildstock | 1888      |                  |                 |
| weitere Bilder | Kanalüberführung Münster-Gelmer   | Gelmer Ems/z. T. auch in Gelmer Karte       | Die Kanalüberführung bei Münster-Gelmer ist ein bedeutendes Industriedenkmal aus dem ausgehenden 19. Jahrhundert. Es ermöglichte die Überführung der „Alten Fahrt“ des Dortmund-Ems-Kanals über die Ems in unmittelbarer Nähe von Gelmer. Aufgrund der Gebietsreform in Nordrhein-Westfalen zum 1. Januar 1975 befindet sich das Bauwerk seitdem zu einem Teil auf dem Gebiet der Stadt Münster, zum anderen Teil auf dem der Stadt Greven, da nun Stadtgrenze in diesem Bereich der Flusslauf ist. | 1899/1939 |                  |                 |
| BW             | Wohnhaus                          | Gelmer-Dyckburg Dyckburgstraße 111 Karte    | Wohnhaus | um 1900   |                  |                 |
| BW             | Haus Dyckburg, Pfarrhaus          | Dyckburg Dyckburgstraße 220 Karte           | Pfarrhaus | 1914      |                  |                 |
| weitere Bilder | Pfarrkirche St. Mariä Himmelfahrt | Dyckburg Dyckburgstraße 222 Karte           | Die Dyckburgkirche wurde auf dem Gelände einer ehemaligen Burg erbaut, von der heute nur noch Fragmente vorhanden sind. Die Burg diente dem Bischof von Münster zu militärischen Zwecken. Zu Beginn des 18. Jahrhunderts beauftragte Dompropst Ferdinand von Plettenberg den Barockbaumeister Johann Conrad Schlaun, auf dem ehemaligen Burggelände einen Herrensitz zu bauen. Neben zwei Wirtschaftsgebäuden wurde auch eine kleine Kapelle gebaut, die 1740 eingeweiht wurde. Vorbild war ein Kapellengebäude in dem Marien-Wallfahrtsort Loreto in Italien. Entsprechend heißt der Eingangsbereich der heutigen Kirche nach wie vor Loreto-Kapelle. Ende des 19. Jahrhunderts wurde das Gesamtgelände an einen Adeligen verkauft, der den Architekten Rincklake aus Münster beauftragte, die Kapelle durch einen Rundbau als Kirchenraum und einen neobarocken Chorbereich zu erweitern. Von 1949 bis 2008 war die Dyckburgkirche die Pfarrkirche der kleinen Dyckburg-Gemeinde. Seit 2010 gehört die Kirche zur Pfarrgemeinde Sankt Petronilla in Münster-Handorf. |           |                  |                 |
| BW             | Ehemalige Ökonomiegebäude         | Dyckburg Dyckburgstraße 224, 226, 228 Karte | Ehemalige Ökonomiegebäude, Torpfeiler, Grabensysteme Haus Dyckburg |           |                  |                 |
| BW             | Freibad                           | Handorf Dyckburgstraße 468 Karte            | Gesamtanlage des Freibads (Architekt Benteler) | ca. 1929  |                  |                 |

### Straßen mit G
| Bild     | Bezeichnung               | Lage                            | Beschreibung | Bauzeit | Eingetragen seit | Denkmal- nummer |
| -------- | ------------------------- | ------------------------------- | ------------ | ------- | ---------------- | --------------- |
| Wohnhaus | Wohnhaus                  | Mauritz-Ost Gallenkamp 34 Karte | Wohnhaus     | 1945    |                  |                 |
| BW       | Hof Deitermann (Speicher) | Gelmer Gittruper Straße 2 Karte | Speicher     | 1723    |                  |                 |

### Straßen mit H
| Bild | Bezeichnung                | Lage                                      | Beschreibung           | Bauzeit  | Eingetragen seit | Denkmal- nummer |
| ---- | -------------------------- | ----------------------------------------- | ---------------------- | -------- | ---------------- | --------------- |
| BW   | Verwalterhaus              | Handorf Havichhorster Mühle 80 Karte      | Verwalterhaus          | ca. 1910 |                  |                 |
| BW   | Bildstock                  | Handorf Havichhorster Mühle 84 Karte      | Bildstock              |          |                  |                 |
| BW   | Kapelle oder Heiligenfigur | Handorf bei Havichhorster Mühle 98 Karte  | St. Johannes Nepomuk   | ca. 1900 |                  |                 |
| BW   | Bildstock                  | Handorf bei Havichhorster Mühle 100 Karte | Bildstock              |          |                  |                 |
| BW   | Hof Taphorn                | Handorf Hoove 137 Karte                   | Maria-Immaculata-Figur | ca. 1780 |                  |                 |

### Straßen mit K
| Bild | Bezeichnung           | Lage                                 | Beschreibung              | Bauzeit      | Eingetragen seit | Denkmal- nummer |
| ---- | --------------------- | ------------------------------------ | ------------------------- | ------------ | ---------------- | --------------- |
| BW   | Kamillus-Kolleg       | Gelmer-Dyckburg Kamillusweg 43 Karte | Kamillus-Kolleg           | ca. 1925     |                  |                 |
| BW   | Bildstock             | Handorf bei Kasewinkel 72 Karte      | Bildstock (nur die Figur) | Ende 18. Jh. |                  |                 |
| BW   | Hofanlage             | Handorf Kasewinkel 98 Karte          | Hofanlage                 |              |                  |                 |
| BW   | Trafostation Werk 883 | Handorf Körberheide 4a Karte         | Trafostation              |              |                  |                 |
| BW   | Fachwerkscheune       | Handorf Körberheide 61 Karte         | Fachwerkscheune           | 1803/1894    |                  |                 |

### Straßen mit L
| Bild                | Bezeichnung         | Lage                                 | Beschreibung | Bauzeit   | Eingetragen seit | Denkmal- nummer |
| ------------------- | ------------------- | ------------------------------------ | --- | --------- | ---------------- | --------------- |
| Auferstehungskirche | Auferstehungskirche | Mauritz-Ost Laerer Landweg 159 Karte | Die Auferstehungskirche ist eine evangelische Kirche im Osten der Stadt. Der Grundstein wurde zu Ostern 1956, am Fest der Auferstehung des Herrn, gelegt. Das neue Gebäude wurde am 24. Februar 1957 eingeweiht. | 1956–1957 |                  |                 |

### Straßen mit M
| Bild                 | Bezeichnung          | Lage                               | Beschreibung         | Bauzeit | Eingetragen seit | Denkmal- nummer |
| -------------------- | -------------------- | ---------------------------------- | -------------------- | ------- | ---------------- | --------------- |
| St. Johannes Nepomuk | St. Johannes Nepomuk | Mauritz-Ost Maikottenweg 217 Karte | St. Johannes Nepomuk | 1773    |                  |                 |

### Straßen mit O
| Bild | Bezeichnung    | Lage                                   | Beschreibung                                                                      | Bauzeit | Eingetragen seit | Denkmal- nummer |
| ---- | -------------- | -------------------------------------- | --------------------------------------------------------------------------------- | ------- | ---------------- | --------------- |
| BW   | Hofanlage Leve | Gelmer-Dyckburg Overeskenhoek 27 Karte | Bauernhaus (1705/1884), Fachwerk-Speicher (1814), Scheune (um 1870), Stall (1912) | ab 1705 |                  |                 |

### Straßen mit P
| Bild           | Bezeichnung     | Lage                                                                     | Beschreibung | Bauzeit                   | Eingetragen seit | Denkmal- nummer |
| -------------- | --------------- | ------------------------------------------------------------------------ | --- | ------------------------- | ---------------- | --------------- |
| weitere Bilder | St. Petronilla  | Handorf Petronillaplatz 1 Karte                                          | Die erste Kirche, die der Hl. Petronilla geweiht war, wurde in Handorf bereits um das Jahr 1030 erbaut. Es handelte sich um eine kleine Holzkirche, die von einer Gräfin aus dem Stamm der Franken gestiftet wurde. Nachdem im Jahr 1282 die Pfarrgemeinde St. Petronilla eingerichtet worden war, wurde die Holzkirche um das Jahr 1300 durch ein neues Kirchengebäude ersetzt. Das heutige Kirchengebäude wurde um das Jahr 1700 fertiggestellt. 1864/65 wurde der Kirchturm hinzugefügt. Der Turm war im gotisierenden Stil gestaltet. 1913 wurde die Kirche um ein Querschiff erweitert und erhielt einen neuen eingezogenen Chor und ein neues Sakristeihaus. 1942 musste der Kirchturm auf Befehl des Luftgaukommandanten bis auf die Höhe des Dachfirstes abgetragen werden; in der Nähe befand sich ein Militärflugplatz, und der Turmhelm stellte ein Hindernis für den Anflug auf den Flugplatz dar. In den Jahren 1976–1977 wurde die Kirche grundlegend erneuert und erweitert. Insbesondere wurde das nördliche Querschiff verlängert und mit einer großen Empore versehen, und der Turm wiedererrichtet. | 1700, 1913                |                  |                 |
| BW             | Hof Pröbsting   | Handorf Pröbstingstraße 30–46 (gerade) Karte                             | Bauernhaus (1770), Saalerweiterungen (1927), Kornscheune (1913) | ab 1770 Prinzipalmarkt 48 |                  |                 |
| BW             | Hof Pröbsting   | Handorf Pröbstingstraße 50 Karte                                         | Fachwerkspeicher | 18. Jh.                   |                  |                 |
| Weißes Kreuz   | Weißes Kreuz    | Mauritz-Ost bei Prozessionsweg 130 Karte                                 | Kreuzigungsgruppe auf Quadersockel – auch „Weißes Kreuz“ genannt | 1708                      |                  |                 |
| BW             | Bildstock       | Mauritz-Ost Prozessionsweg/zwischen Mondstraße und Umgehungsstraße Karte | Bildstock | 1848                      |                  |                 |
| BW             | Doppelbildstock | Mauritz-Ost bei Prozessionsweg 413 Karte                                 | Doppelbildstock | ca. 1720                  |                  |                 |
| BW             | Wohnhaus        | Mauritz-Ost Prozessionsweg 421 Karte                                     | Wohnhaus | 1928                      |                  |                 |
| BW             | Wegekapelle     | Handorf Prozessionsweg/Ecke Pleistermühlenweg Karte                      | Wegekapelle | 1897                      |                  |                 |
| BW             | Bildstock       | Gelmer-Dyckburg Prozessionsweg/Werse 23 Karte                            | Bildstock | 1858                      |                  |                 |

### Straßen mit R
| Bild     | Bezeichnung | Lage                             | Beschreibung               | Bauzeit | Eingetragen seit | Denkmal- nummer |
| -------- | ----------- | -------------------------------- | -------------------------- | ------- | ---------------- | --------------- |
| BW       | Wohnhaus    | Mauritz-Ost Rosengarten 1 Karte  | Siedlung „Schmittingheide“ |         |                  |                 |
| Wohnhaus | Wohnhaus    | Mauritz-Ost Rosengarten 2 Karte  | Siedlung „Schmittingheide“ |         |                  |                 |
| BW       | Wohnhaus    | Mauritz-Ost Rosengarten 3 Karte  | Siedlung „Schmittingheide“ |         |                  |                 |
| Wohnhaus | Wohnhaus    | Mauritz-Ost Rosengarten 4 Karte  | Siedlung „Schmittingheide“ |         |                  |                 |
| BW       | Wohnhaus    | Mauritz-Ost Rosengarten 5 Karte  | Siedlung „Schmittingheide“ |         |                  |                 |
| Wohnhaus | Wohnhaus    | Mauritz-Ost Rosengarten 6 Karte  | Siedlung „Schmittingheide“ |         |                  |                 |
| BW       | Wohnhaus    | Mauritz-Ost Rosengarten 7 Karte  | Siedlung „Schmittingheide“ |         |                  |                 |
| Wohnhaus | Wohnhaus    | Mauritz-Ost Rosengarten 8 Karte  | Siedlung „Schmittingheide“ |         |                  |                 |
| BW       | Wohnhaus    | Mauritz-Ost Rosengarten 9 Karte  | Siedlung „Schmittingheide“ |         |                  |                 |
| Wohnhaus | Wohnhaus    | Mauritz-Ost Rosengarten 10 Karte | Siedlung „Schmittingheide“ |         |                  |                 |
| BW       | Wohnhaus    | Mauritz-Ost Rosengarten 11 Karte | Siedlung „Schmittingheide“ |         |                  |                 |
| Wohnhaus | Wohnhaus    | Mauritz-Ost Rosengarten 12 Karte | Siedlung „Schmittingheide“ |         |                  |                 |
| BW       | Wohnhaus    | Mauritz-Ost Rosengarten 13 Karte | Siedlung „Schmittingheide“ |         |                  |                 |
| Wohnhaus | Wohnhaus    | Mauritz-Ost Rosengarten 14 Karte | Siedlung „Schmittingheide“ |         |                  |                 |
| BW       | Wohnhaus    | Mauritz-Ost Rosengarten 15 Karte | Siedlung „Schmittingheide“ |         |                  |                 |
| Wohnhaus | Wohnhaus    | Mauritz-Ost Rosengarten 16 Karte | Siedlung „Schmittingheide“ |         |                  |                 |
| BW       | Wohnhaus    | Mauritz-Ost Rosengarten 17 Karte | Siedlung „Schmittingheide“ |         |                  |                 |
| Wohnhaus | Wohnhaus    | Mauritz-Ost Rosengarten 18 Karte | Siedlung „Schmittingheide“ |         |                  |                 |
| BW       | Wohnhaus    | Mauritz-Ost Rosengarten 19 Karte | Siedlung „Schmittingheide“ |         |                  |                 |
| Wohnhaus | Wohnhaus    | Mauritz-Ost Rosengarten 20 Karte | Siedlung „Schmittingheide“ |         |                  |                 |
| BW       | Wohnhaus    | Mauritz-Ost Rosengarten 21 Karte | Siedlung „Schmittingheide“ |         |                  |                 |
| Wohnhaus | Wohnhaus    | Mauritz-Ost Rosengarten 22 Karte | Siedlung „Schmittingheide“ |         |                  |                 |
| BW       | Wohnhaus    | Mauritz-Ost Rosengarten 23 Karte | Siedlung „Schmittingheide“ |         |                  |                 |
| Wohnhaus | Wohnhaus    | Mauritz-Ost Rosengarten 24 Karte | Siedlung „Schmittingheide“ |         |                  |                 |
| BW       | Wohnhaus    | Mauritz-Ost Rosengarten 25 Karte | Siedlung „Schmittingheide“ |         |                  |                 |
| Wohnhaus | Wohnhaus    | Mauritz-Ost Rosengarten 26 Karte | Siedlung „Schmittingheide“ |         |                  |                 |
| BW       | Wohnhaus    | Mauritz-Ost Rosengarten 27 Karte | Siedlung „Schmittingheide“ |         |                  |                 |
| Wohnhaus | Wohnhaus    | Mauritz-Ost Rosengarten 28 Karte | Siedlung „Schmittingheide“ |         |                  |                 |
| BW       | Wohnhaus    | Mauritz-Ost Rosengarten 29 Karte | Siedlung „Schmittingheide“ |         |                  |                 |
| Wohnhaus | Wohnhaus    | Mauritz-Ost Rosengarten 30 Karte | Siedlung „Schmittingheide“ |         |                  |                 |
| BW       | Wohnhaus    | Mauritz-Ost Rosengarten 31 Karte | Siedlung „Schmittingheide“ |         |                  |                 |
| Wohnhaus | Wohnhaus    | Mauritz-Ost Rosengarten 32 Karte | Siedlung „Schmittingheide“ |         |                  |                 |
| BW       | Wohnhaus    | Mauritz-Ost Rosengarten 33 Karte | Siedlung „Schmittingheide“ |         |                  |                 |
| Wohnhaus | Wohnhaus    | Mauritz-Ost Rosengarten 34 Karte | Siedlung „Schmittingheide“ |         |                  |                 |
| BW       | Wohnhaus    | Mauritz-Ost Rosengarten 35 Karte | Siedlung „Schmittingheide“ |         |                  |                 |
| Wohnhaus | Wohnhaus    | Mauritz-Ost Rosengarten 36 Karte | Siedlung „Schmittingheide“ |         |                  |                 |
| BW       | Wohnhaus    | Mauritz-Ost Rosengarten 37 Karte | Siedlung „Schmittingheide“ |         |                  |                 |
| Wohnhaus | Wohnhaus    | Mauritz-Ost Rosengarten 38 Karte | Siedlung „Schmittingheide“ |         |                  |                 |
| BW       | Wohnhaus    | Mauritz-Ost Rosengarten 39 Karte | Siedlung „Schmittingheide“ |         |                  |                 |
| Wohnhaus | Wohnhaus    | Mauritz-Ost Rosengarten 40 Karte | Siedlung „Schmittingheide“ |         |                  |                 |
| BW       | Wohnhaus    | Mauritz-Ost Rosengarten 41 Karte | Siedlung „Schmittingheide“ |         |                  |                 |
| Wohnhaus | Wohnhaus    | Mauritz-Ost Rosengarten 42 Karte | Siedlung „Schmittingheide“ |         |                  |                 |
| BW       | Wohnhaus    | Mauritz-Ost Rosengarten 43 Karte | Siedlung „Schmittingheide“ |         |                  |                 |
| Wohnhaus | Wohnhaus    | Mauritz-Ost Rosengarten 44 Karte | Siedlung „Schmittingheide“ |         |                  |                 |
| BW       | Wohnhaus    | Mauritz-Ost Rosengarten 45 Karte | Siedlung „Schmittingheide“ |         |                  |                 |
| Wohnhaus | Wohnhaus    | Mauritz-Ost Rosengarten 46 Karte | Siedlung „Schmittingheide“ |         |                  |                 |
| BW       | Wohnhaus    | Mauritz-Ost Rosengarten 47 Karte | Siedlung „Schmittingheide“ |         |                  |                 |
| Wohnhaus | Wohnhaus    | Mauritz-Ost Rosengarten 48 Karte | Siedlung „Schmittingheide“ |         |                  |                 |
| BW       | Wohnhaus    | Mauritz-Ost Rosengarten 49 Karte | Siedlung „Schmittingheide“ |         |                  |                 |
| Wohnhaus | Wohnhaus    | Mauritz-Ost Rosengarten 50 Karte | Siedlung „Schmittingheide“ |         |                  |                 |
| BW       | Wohnhaus    | Mauritz-Ost Rosengarten 51 Karte | Siedlung „Schmittingheide“ |         |                  |                 |
| Wohnhaus | Wohnhaus    | Mauritz-Ost Rosengarten 52 Karte | Siedlung „Schmittingheide“ |         |                  |                 |
| Wohnhaus | Wohnhaus    | Mauritz-Ost Rosengarten 54 Karte | Siedlung „Schmittingheide“ |         |                  |                 |
| Wohnhaus | Wohnhaus    | Mauritz-Ost Rosengarten 56 Karte | Siedlung „Schmittingheide“ |         |                  |                 |
| Wohnhaus | Wohnhaus    | Mauritz-Ost Rosengarten 58 Karte | Siedlung „Schmittingheide“ |         |                  |                 |
| Wohnhaus | Wohnhaus    | Mauritz-Ost Rosengarten 60 Karte | Siedlung „Schmittingheide“ |         |                  |                 |
| Wohnhaus | Wohnhaus    | Mauritz-Ost Rosengarten 62 Karte | Siedlung „Schmittingheide“ |         |                  |                 |
| Wohnhaus | Wohnhaus    | Mauritz-Ost Rosengarten 64 Karte | Siedlung „Schmittingheide“ |         |                  |                 |
| Wohnhaus | Wohnhaus    | Mauritz-Ost Rosengarten 66 Karte | Siedlung „Schmittingheide“ |         |                  |                 |
| Wohnhaus | Wohnhaus    | Mauritz-Ost Rosengarten 68 Karte | Siedlung „Schmittingheide“ |         |                  |                 |
| Wohnhaus | Wohnhaus    | Mauritz-Ost Rosengarten 70 Karte | Siedlung „Schmittingheide“ |         |                  |                 |
| Wohnhaus | Wohnhaus    | Mauritz-Ost Rosengarten 72 Karte | Siedlung „Schmittingheide“ |         |                  |                 |
| Wohnhaus | Wohnhaus    | Mauritz-Ost Rosengarten 74 Karte | Siedlung „Schmittingheide“ |         |                  |                 |
| Wohnhaus | Wohnhaus    | Mauritz-Ost Rosengarten 76 Karte | Siedlung „Schmittingheide“ |         |                  |                 |
| Wohnhaus | Wohnhaus    | Mauritz-Ost Rosengarten 78 Karte | Siedlung „Schmittingheide“ |         |                  |                 |
| Wohnhaus | Wohnhaus    | Mauritz-Ost Rosengarten 80 Karte | Siedlung „Schmittingheide“ |         |                  |                 |
| Wohnhaus | Wohnhaus    | Mauritz-Ost Rosengarten 82 Karte | Siedlung „Schmittingheide“ |         |                  |                 |
| Wohnhaus | Wohnhaus    | Mauritz-Ost Rosengarten 84 Karte | Siedlung „Schmittingheide“ |         |                  |                 |
| Wohnhaus | Wohnhaus    | Mauritz-Ost Rosengarten 86 Karte | Siedlung „Schmittingheide“ |         |                  |                 |

### Straßen mit S
| Bild     | Bezeichnung           | Lage                                               | Beschreibung               | Bauzeit | Eingetragen seit | Denkmal- nummer |
| -------- | --------------------- | -------------------------------------------------- | -------------------------- | ------- | ---------------- | --------------- |
| Wohnhaus | Wohnhaus              | Mauritz-Ost, Ost Schmittingheide 3 Karte           | Siedlung „Schmittingheide“ |         |                  |                 |
| Wohnhaus | Wohnhaus              | Mauritz-Ost, Ost Schmittingheide 5 Karte           | Siedlung „Schmittingheide“ |         |                  |                 |
| Wohnhaus | Wohnhaus              | Mauritz-Ost, Ost Schmittingheide 7 Karte           | Siedlung „Schmittingheide“ |         |                  |                 |
| Wohnhaus | Wohnhaus              | Mauritz-Ost, Ost Schmittingheide 9 Karte           | Siedlung „Schmittingheide“ |         |                  |                 |
| Wohnhaus | Wohnhaus              | Mauritz-Ost, Ost Schmittingheide 11 Karte          | Siedlung „Schmittingheide“ |         |                  |                 |
| Wohnhaus | Wohnhaus              | Mauritz-Ost, Ost Schmittingheide 13 Karte          | Siedlung „Schmittingheide“ |         |                  |                 |
| Wohnhaus | Wohnhaus              | Mauritz-Ost, Ost Schmittingheide 15 Karte          | Siedlung „Schmittingheide“ |         |                  |                 |
| Wohnhaus | Wohnhaus              | Mauritz-Ost, Ost Schmittingheide 15a Karte         | Siedlung „Schmittingheide“ |         |                  |                 |
| Wohnhaus | Wohnhaus              | Mauritz-Ost, Ost Schmittingheide 15b Karte         | Siedlung „Schmittingheide“ |         |                  |                 |
| Wohnhaus | Wohnhaus              | Mauritz-Ost, Ost Schmittingheide 15c Karte         | Siedlung „Schmittingheide“ |         |                  |                 |
| Wohnhaus | Wohnhaus              | Mauritz-Ost, Ost Schmittingheide 15d Karte         | Siedlung „Schmittingheide“ |         |                  |                 |
| Wohnhaus | Wohnhaus              | Mauritz-Ost, Ost Schmittingheide 15e Karte         | Siedlung „Schmittingheide“ |         |                  |                 |
| BW       | Wohnhaus              | Mauritz-Ost, Ost Schmittingheide 17 Karte          | Siedlung „Schmittingheide“ |         |                  |                 |
| Wohnhaus | Wohnhaus              | Mauritz-Ost, Ost Schmittingheide 17a Karte         | Siedlung „Schmittingheide“ |         |                  |                 |
| Wohnhaus | Wohnhaus              | Mauritz-Ost, Ost Schmittingheide 17b Karte         | Siedlung „Schmittingheide“ |         |                  |                 |
| Wohnhaus | Wohnhaus              | Mauritz-Ost, Ost Schmittingheide 17c Karte         | Siedlung „Schmittingheide“ |         |                  |                 |
| Wohnhaus | Wohnhaus              | Mauritz-Ost, Ost Schmittingheide 17d Karte         | Siedlung „Schmittingheide“ |         |                  |                 |
| Wohnhaus | Wohnhaus              | Mauritz-Ost, Ost Schmittingheide 17e Karte         | Siedlung „Schmittingheide“ |         |                  |                 |
| BW       | Wohnhaus              | Mauritz-Ost, Ost Schmittingheide 19 Karte          | Siedlung „Schmittingheide“ |         |                  |                 |
| Wohnhaus | Wohnhaus              | Mauritz-Ost, Ost Schmittingheide 19a Karte         | Siedlung „Schmittingheide“ |         |                  |                 |
| Wohnhaus | Wohnhaus              | Mauritz-Ost, Ost Schmittingheide 19b Karte         | Siedlung „Schmittingheide“ |         |                  |                 |
| Wohnhaus | Wohnhaus              | Mauritz-Ost, Ost Schmittingheide 19c Karte         | Siedlung „Schmittingheide“ |         |                  |                 |
| Wohnhaus | Wohnhaus              | Mauritz-Ost, Ost Schmittingheide 19d Karte         | Siedlung „Schmittingheide“ |         |                  |                 |
| Wohnhaus | Wohnhaus              | Mauritz-Ost, Ost Schmittingheide 19e Karte         | Siedlung „Schmittingheide“ |         |                  |                 |
| Wohnhaus | Wohnhaus              | Mauritz-Ost, Ost Schmittingheide 21 Karte          | Siedlung „Schmittingheide“ |         |                  |                 |
| Wohnhaus | Wohnhaus              | Mauritz-Ost, Ost Schmittingheide 23 Karte          | Siedlung „Schmittingheide“ |         |                  |                 |
| Wohnhaus | Wohnhaus              | Mauritz-Ost, Ost Schmittingheide 25 Karte          | Siedlung „Schmittingheide“ |         |                  |                 |
| Wohnhaus | Wohnhaus              | Mauritz-Ost, Ost Schmittingheide 27 Karte          | Siedlung „Schmittingheide“ |         |                  |                 |
| Wohnhaus | Wohnhaus              | Mauritz-Ost, Ost Schmittingheide 29 Karte          | Siedlung „Schmittingheide“ |         |                  |                 |
| Wohnhaus | Wohnhaus              | Mauritz-Ost, Ost Schmittingheide 31 Karte          | Siedlung „Schmittingheide“ |         |                  |                 |
| Wohnhaus | Wohnhaus              | Mauritz-Ost, Ost Schmittingheide 33 Karte          | Siedlung „Schmittingheide“ |         |                  |                 |
| Wohnhaus | Wohnhaus              | Mauritz-Ost, Ost Schmittingheide 35 Karte          | Siedlung „Schmittingheide“ |         |                  |                 |
| Wohnhaus | Wohnhaus              | Mauritz-Ost, Ost Schmittingheide 37 Karte          | Siedlung „Schmittingheide“ |         |                  |                 |
| Wohnhaus | Wohnhaus              | Mauritz-Ost, Ost Schmittingheide 39 Karte          | Siedlung „Schmittingheide“ |         |                  |                 |
| Wohnhaus | Wohnhaus              | Mauritz-Ost, Ost Schmittingheide 41 Karte          | Siedlung „Schmittingheide“ |         |                  |                 |
| Wohnhaus | Wohnhaus              | Mauritz-Ost, Ost Schmittingheide 43 Karte          | Siedlung „Schmittingheide“ |         |                  |                 |
| Wohnhaus | Wohnhaus              | Mauritz-Ost, Ost Schmittingheide 45 Karte          | Siedlung „Schmittingheide“ |         |                  |                 |
| BW       | Wohnhaus              | Mauritz-Ost, Ost Schmittingheide 47 Karte          | Siedlung „Schmittingheide“ |         |                  |                 |
| Wohnhaus | Wohnhaus              | Mauritz-Ost, Ost Schmittingheide 49 Karte          | Siedlung „Schmittingheide“ |         |                  |                 |
| Wohnhaus | Wohnhaus              | Mauritz-Ost, Ost Schmittingheide 51 Karte          | Siedlung „Schmittingheide“ |         |                  |                 |
| Wohnhaus | Wohnhaus              | Mauritz-Ost, Ost Schmittingheide 53 Karte          | Siedlung „Schmittingheide“ |         |                  |                 |
| Wohnhaus | Wohnhaus              | Mauritz-Ost, Ost Schmittingheide 55 Karte          | Siedlung „Schmittingheide“ |         |                  |                 |
| Wohnhaus | Wohnhaus              | Mauritz-Ost, Ost Schmittingheide 57 Karte          | Siedlung „Schmittingheide“ |         |                  |                 |
| Wohnhaus | Wohnhaus              | Mauritz-Ost, Ost Schmittingheide 59 Karte          | Siedlung „Schmittingheide“ |         |                  |                 |
| Wohnhaus | Wohnhaus              | Mauritz-Ost, Ost Schmittingheide 61 Karte          | Siedlung „Schmittingheide“ |         |                  |                 |
| Wohnhaus | Wohnhaus              | Mauritz-Ost, Ost Schmittingheide 63 Karte          | Siedlung „Schmittingheide“ |         |                  |                 |
| Wohnhaus | Wohnhaus              | Mauritz-Ost, Ost Schmittingheide 65 Karte          | Siedlung „Schmittingheide“ |         |                  |                 |
| Wohnhaus | Wohnhaus              | Mauritz-Ost, Ost Schmittingheide 67 Karte          | Siedlung „Schmittingheide“ |         |                  |                 |
| Wohnhaus | Wohnhaus              | Mauritz-Ost, Ost Schmittingheide 69 Karte          | Siedlung „Schmittingheide“ |         |                  |                 |
| BW       | Ehemaliger Schafstall | Gelmer-Dyckburg, Ost Sudmühlenstraße 31 Karte      | Ehemaliger Schafstall (FW) | 18. Jh. |                  |                 |
| BW       | Hof Schulze-Leusing   | Gelmer-Dyckburg, Ost Sudmühlenstraße 167 Karte     | Hof, Ziegel-Speicher       | 18. Jh. |                  |                 |
| BW       | Bildstock             | Gelmer-Dyckburg, Ost bei Sudmühlenstraße 170 Karte | Bildstock                  | 1886    |                  |                 |
| BW       | Bildstock             | Gelmer-Dyckburg, Ost bei Sudmühlenstraße 206 Karte | Bildstock                  | 1912    |                  |                 |

### Straßen mit V
| Bild | Bezeichnung    | Lage                           | Beschreibung                     | Bauzeit | Eingetragen seit | Denkmal- nummer |
| ---- | -------------- | ------------------------------ | -------------------------------- | ------- | ---------------- | --------------- |
| BW   | Haus Ringemann | Handorf/Dorbaum Verth 35 Karte | Haus Ringemann, Fachwerkspeicher |         |                  |                 |

### Straßen mit W
| Bild              | Bezeichnung       | Lage                                      | Beschreibung                                                                                  | Bauzeit   | Eingetragen seit | Denkmal- nummer |
| ----------------- | ----------------- | ----------------------------------------- | --------------------------------------------------------------------------------------------- | --------- | ---------------- | --------------- |
| weitere Bilder    | Nobiskrug         | Handorf Warendorfer Straße 512 Karte      | Gaststätte – Hauptgebäude einschließlich Anbauten und Scheune                                 |           |                  |                 |
| Hubertushof       | Hubertushof       | Handorf Warendorfer Straße 563 Karte      | Hubertushof                                                                                   | 1882      |                  |                 |
| BW                | Barockbildstock   | Handorf bei Warendorfer Straße 571 Karte  | Barockbildstock                                                                               | 1658–63   |                  |                 |
| BW                | Barockbildstock   | Handorf bei Warendorfer Straße 590 Karte  | Barockbildstock                                                                               | 1658–63   |                  |                 |
| BW                | Herrenhaus        | Handorf Werse 17 Karte                    | Herrenhaus mit Gräfte                                                                         |           |                  |                 |
| BW                | Bildstock         | Handorf bei Werse 23/Prozessionsweg Karte | Bildstock -> Eintragung siehe Prozessionsweg                                                  | 1858      |                  |                 |
| Vorsehungskloster | Vorsehungskloster | Wersebeckmannweg 81 Karte                 | Vorsehungskloster (im rechten oberen Bildeck), und Gymnasium St. Mauritz (was ist geschützt?) | 1895–1897 |                  |                 |